# Ipanema

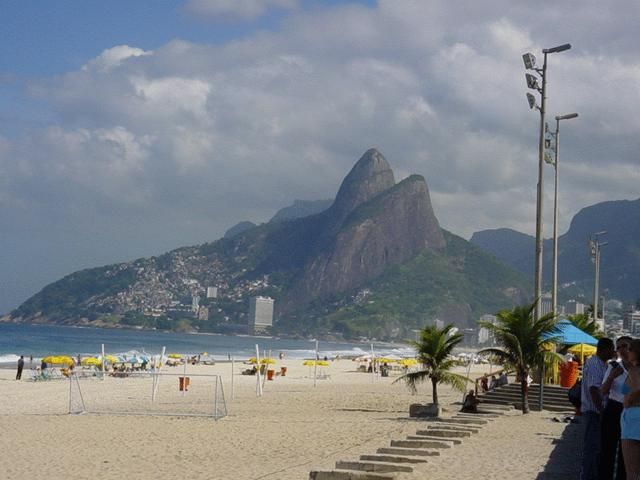
Stranden

Ipanema är en strand och en stadsdel i Rio de Janeiro, Brasilien. Den omsluts av stadsdelarna Leblon i väst, Arpoador i öst och Lagoa i norr. Stadsdelen räknas som en av de lyxigare delarna av Rio och ett av de dyraste områdena att bo i. Lyxigare caféer, restauranger och shopping ligger tätare här och allt ligger inom gångavstånd. Området är även ett av de säkraste i staden. Ipanema har alltid haft en viktig roll i stadens kulturliv med flera gallerier, universitet och teatrar. Kanske det mest kända resultatet av detta är Antonio Carlos Jobim och Vinícius de Moraes ode till sitt område "Garota de Ipanema".

## Stranden
Stranden Praia de Ipanema är en av världens mest kända stränder och tillsammans med Copacabana som ligger på gångavstånd är det den mest kända stranden i Rio. Tillsammans med stränderna vid Leblon och Arpoador bildar den en sammanhängande strand. Den består av sand och vågorna bryter ganska kraftigt mot stranden. Speciellt på vintern är den populär bland surfare då vågorna brukar vara mellan 2 och 3 m. Stranden är indelad i segment postos där badvakter övervakar stranden. Två klippor: "två bröder" reser sig på den västra änden av stranden. Vanligtvis brukar stranden vara full av människor som solar, spelar fotboll och beachvolleyboll.

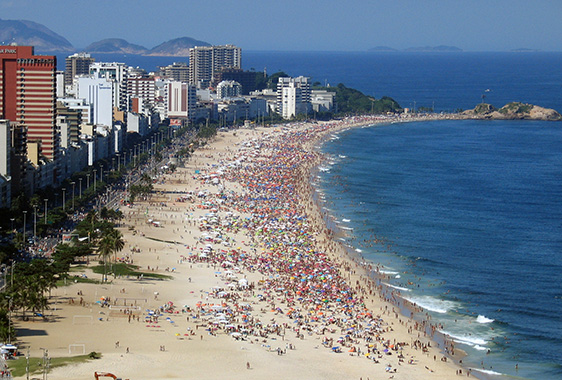
Ipanema strand
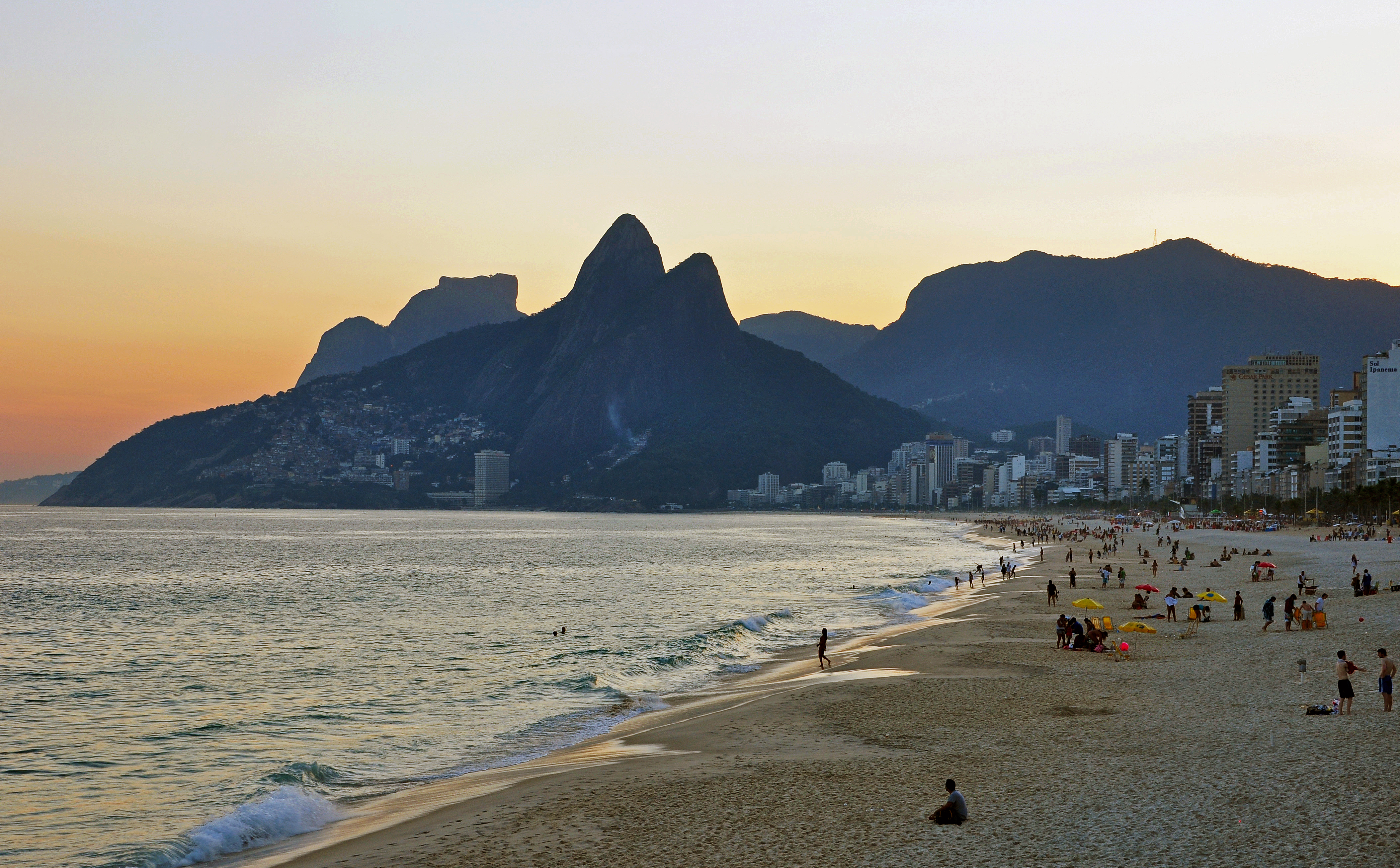
Ipanema
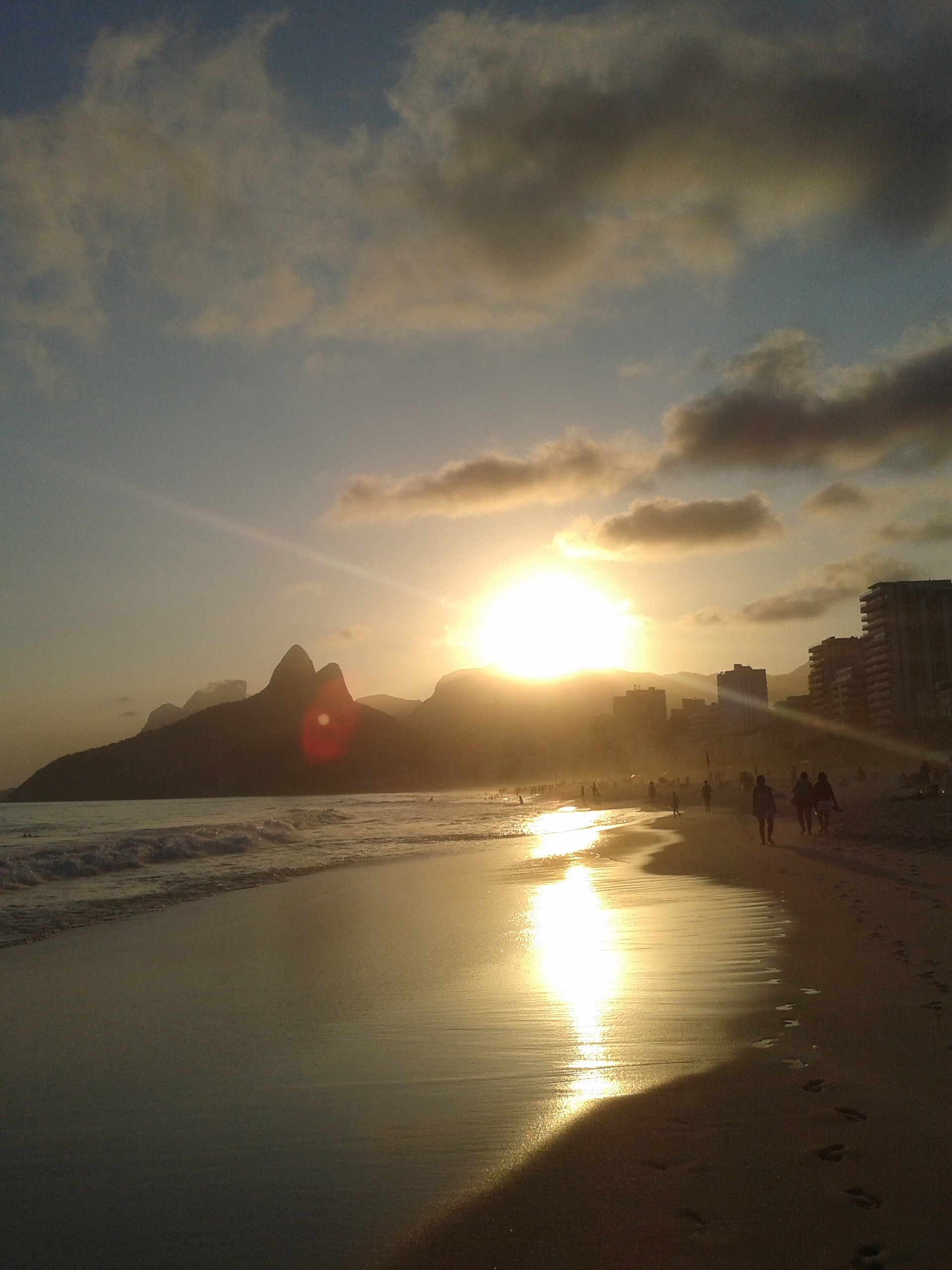
Solnedgång i Ipanema